# فرانك ويلكينسون
فرانك ويلكينسون (23 مايو 1914 - 26 مارس 1984) (بالإنجليزية: Frank Wilkinson)‏ هو لاعب كريكت بريطاني (وحمل سابقاً جنسية المملكة المتحدة لبريطانيا العظمى وأيرلندا).